# Населення Піткерну
Населення Піткерну. Чисельність населення країни 2015 року становила 54 особи (238-ме місце у світі). Чисельність остров'ян залишається стабільною, природний приріст — 0 % (198-ме місце у світі) . 

## 
Населення острова являє собою англо-полінезійських метисів, нащадків від мішаних шлюбів заколотників з судна «Баунті» і таїтянських жінок.

## Природний рух

### Відтворення
Дані про коефіцієнт потенційної народжуваності відсутні.
Природний приріст населення в країні 2014 року становив 0 % (198-ме місце у світі). Дані про очікувану середню тривалість життя 2015 року відсутні.

## Розселення
Густота населення країни 2015 року становила 1,2 особи/км² (239-те місце у світі).

### Урбанізація

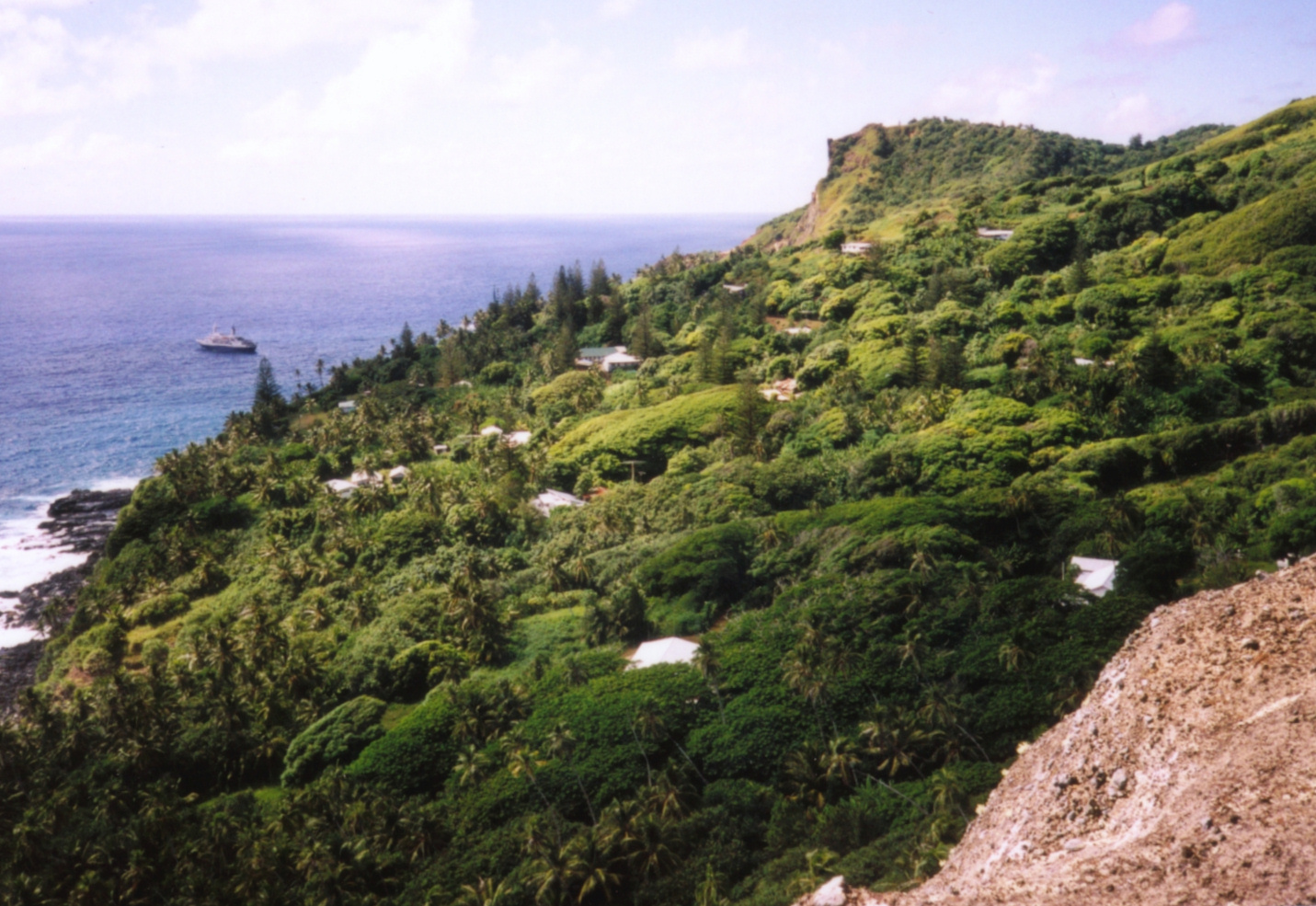
Краєвид Адамстауна

Піткерн надзвичайно низькоурбанізований острів. Рівень урбанізованості становить 0 % населення країни (станом на 2012 рік), жодного міста на острові не засновано. Єдиний населений пункт — Адамстаун, являє собою розкидані на значній відстані один від одного маєтки й будівлі остров'ян.

### Міграції
Через обмеженість придатних для ведення сільського господарства площ і можливості розвитку туризму (відсутність аеропорту і жвавих морських маршрутів), молодь емігрує до Нової Зеландії, тому чисельність населення острова майже не змінюється (2001 року — 47 осіб).

## Расово-етнічний склад
| Етнічний склад (2015 рік) | Етнічний склад (2015 рік) | Етнічний склад (2015 рік) | Етнічний склад (2015 рік) | Етнічний склад (2015 рік) |
| ------------------------- | ------------------------- | ------------------------- | ------------------------- | ------------------------- |
| Етнос:                    |                           |                           | Відсоток:                 |                           |
| піткернці                 | піткернці                 |                           | 100%                      | 100%                      |

Головні етноси країни: нащадки мішаних шлюбів між матросами британського корабля «Баунті» з таїтянськими жінками.

## Мови
| Мови Піткерну (2015 рік) | Мови Піткерну (2015 рік) | Мови Піткерну (2015 рік) | Мови Піткерну (2015 рік) | Мови Піткерну (2015 рік) |
| ------------------------ | ------------------------ | ------------------------ | ------------------------ | ------------------------ |
| Мова:                    |                          |                          | Відсоток:                |                          |
| англійська               | англійська               |                          | 100%                     | 100%                     |
| піткернська              | піткернська              |                          | 100%                     | 100%                     |

Офіційна мова: англійська. Населення острова розмовляє піткернською (сумішшю англійської мови XVIII століття з таїтянською лексикою).

## Релігії
| Релігії на Піткерні (2016 рік) | Релігії на Піткерні (2016 рік) | Релігії на Піткерні (2016 рік) | Релігії на Піткерні (2016 рік) | Релігії на Піткерні (2016 рік) |
| ------------------------------ | ------------------------------ | ------------------------------ | ------------------------------ | ------------------------------ |
| Віросповідання:                |                                |                                | Відсоток:                      |                                |
| адвентизм                      | адвентизм                      |                                | 100%                           | 100%                           |

Головні релігії й вірування, які сповідує, і конфесії та церковні організації, до яких відносить себе населення країни: адвентизм — 100 % (станом на 2015 рік).

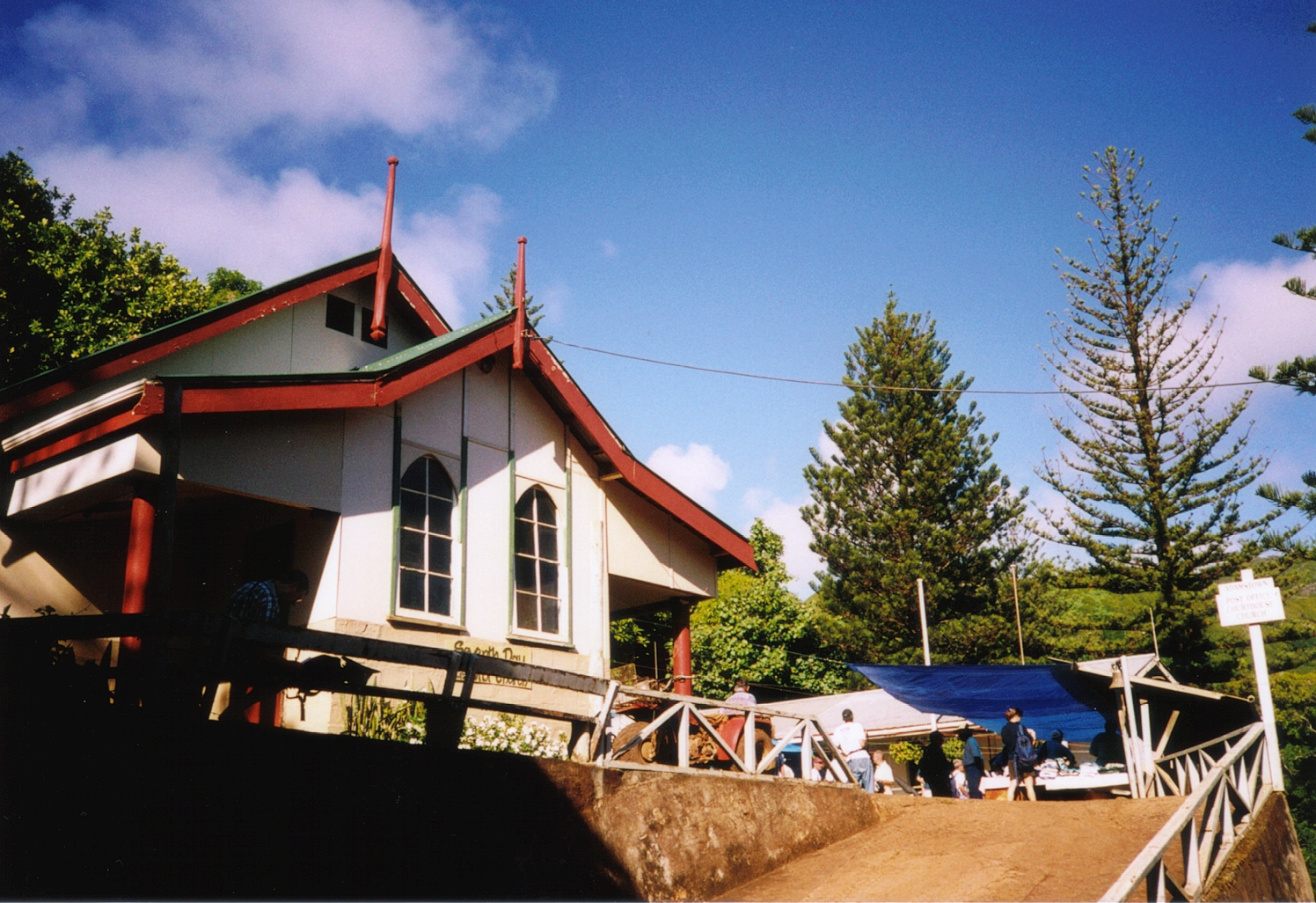
Церква в Адамстауні

## Охорона здоров'я
Дані про смертність немовлят до 1 року, станом на 2015 рік, відсутні.

### Захворювання
Кількість хворих на СНІД невідома, дані про відсоток інфікованого населення в репродуктивному віці 15—49 років відсутні. Дані про кількість смертей від цієї хвороби за 2014 рік відсутні.

## Соціально-економічне становище
Дані про розподіл доходів домогосподарств і безробіття на острові відсутні.Рівень проникнення інтернет-технологій надзвичайно високий. Станом на липень 2015 року в країні налічувалось 54 унікальних інтернет-користувачі, що становило 100 % загальної кількості населення країни.

### Трудові ресурси
Загальні трудові ресурси 2004 року становили 15 осіб (233-тє місце у світі). Економічно активне населення острова спорадично зайняте в господарчій діяльності (фермерство, рибальство), господарство острова відсутнє у звичному розумінні, поширений товарообмін.

## Гендерний стан
Дані про Статеве співвідношення населення острова відсутні.

## Демографічні дослідження
Демографічні дослідження в країні ведуться місцевим священником єдиного приходу.

### Українською
- Атлас. 10—11 клас. Економічна і соціальна географія світу / упорядники :  О. Я. Скуратович, Н. І. Чанцева. — К. : ДНВП «Картографія», 2010. — ISBN 978-966-475-639-3.
- Атлас світу / голов. ред. І. С. Руденко ; зав. ред. В. В. Радченко ; відп. ред. О. В. Вакуленко. — К. : ДНВП «Картографія», 2005. — 336 с. — ISBN 9666315467.
- Безуглий В. В. Економічна і соціальна географія зарубіжних країн : Навчальний посібник. — К. : ВЦ «Академія», 2007. — 704 с. — ISBN 978-966-580-239-6.
- Безуглий В. В., Козинець С. В. Регіональна економічна і соціальна географія світу : Навчальний посібник. — видання 2-ге, доп., перероб. — К. : ВЦ «Академія», 2007. — 688 с. — ISBN 966-580-144-9.
- Головченко В. І., Кравчук О. Країнознавство: Азія, Африка, Латинська Америка, Австралія і Океанія. — К., 2006. — 335 с. — ISBN 966-8939-04-2.
- Гудзеляк І. І. Географія населення: Навчальний посібник / І. Гудзеляк. — Л. : Видавничий центр ЛНУ імені Івана Франка, 2008. — 232 с. — ISBN 978-966-613-599-8.
- Дахно І. І. Країни світу: Енциклопедичний довідник / І. І. Дахно, С. М. Тимофієв. — К. : Мапа, 2011. — 606 с. — (Бібліотека нового українця) — ISBN 978-966-8804-23-6.
- Дахно І. І. Економічна географія зарубіжних країн : навчальний посібник. — К. : Центр учбової літератури, 2014. — 319 с. — ISBN 978-611-01-0682-5.
- Джаман В. О. Регіональні системи розселення: демографічні аспекти. — Чернівці : Рута, 2003. — 392 с. — ISBN 9665685988.
- Дорошенко Л. С. Демографія: Навчальний посібник. — К. : МАУП, 2005. — 112 с. — ISBN 966-608-442-2.
- Дубович І. А. Країнознавчий словник-довідник. — 5-те вид., перероб. і доп. — К. : Знання, 2008. — 839 с. — ISBN 978-966-346-330-8.
- Економічна і соціальна географія країн світу. Навчальний посібник / За ред. Кузика С. П. — Л. : Світ, 2002. — 672 с. — ISBN 966-603-178-7.
- Загальна медична географія світу / В. О. Шевченко [та ін.] — К. : [б.в.], 1998. — 178 с.
- Книш М. М., Мамчур О. І. Регіональна економічна і соціальна географія світу (Латинська Америка та Карибські країни, Африка, Азія, Океанія) : навч. посіб. — Л. : ЛНУ ім. Івана Франка, 2013. — 368 с. — ISBN 978-617-10-0007-0.
- Крисаченко В. С. Динаміка населення: Популяційні, етнічні та глобальні виміри. — К. : Видавництво Національного інституту стратегічних досліджень, 2005. — 368 с. — ISBN 966-554-083-1.
- Любіцева О. О., Мезенцев К. В., Павлов С. В. Географія релігій. — К. : АртЕК, 1999. — 504 с. — ISBN 966-505-006-0.
- Масляк П. О. Країнознавство. — К. : Знання, 2007. — 292 с. — (Вища освіта XXI століття)
- Масляк П. О., Дахно І. І. Економічна і соціальна географія світу / П. О. Масляк, І. І. Дахно ; за ред. П. О. Масляка. — К. : Вежа, 2003. — 280 с. — ISBN 966-7091-53-8.

### Російською
- (рос.) Питкэрн // Демографический энциклопедический словарь / главн. ред. Валентей Д. И. — М. : Советская энциклопедия, 1985. — 608 с.
- (рос.) Питкэрн // Страны и народы. Австралия и Океания. Антарктида / Редкол. П. И. Пучков (отв. ред.) и др. — М. : «Мысль». — 301 с. — (Страны и народы) — 180 тис. прим.
- (рос.) Атлас народов мира / Отв. ред. С. И. Брук и В. С. Апенченко. — М. : ГУГК ГГК СССР и Институт этнографии им. Н. Н. Миклухо-Маклая АН СССР, 1964. — 185 с. — 20 тис. прим.
- (рос.) Численность и расселение народов мира. Этнографические очерки / под ред. С. И. Брука. — М. : Издательство АН СССР, 1962. — 487 с.
- (рос.) Лаппо Г. М. География городов: Учебное пособие для географических факультетов вузов. — М. : Туманит, изд. центр ВЛАДОС, 1997. — 476 с. — ISBN 5-691-00047-0.
- (рос.) Ягельский А. География населения. — М. : Прогресс, 1980. — 383 с.